# Angelika Hilbert
Angelika Hilbert, geborene Angelika Hellwig, (* 3. Dezember 1942 in Berlin) ist eine ehemalige deutsche Wasserspringerin, die sechs deutsche Meistertitel gewann.

## Sportliche Karriere
Angelika Hellwig war von 1961 bis 1963 Deutsche Meisterin im Kunstspringen vom Drei-Meter-Brett. 1964, 1966 und 1968 siegte sie als Angelika Hilbert.
Für die Olympischen Spiele 1964 in Tokio hatten sich im Kunstspringen Ingrid Engel-Krämer und Christiane Lanzke aus der DDR sowie Angelika Hilbert aus der BRD für die gesamtdeutsche Mannschaft qualifiziert. Aus dem Vorkampf erreichten neun Springerinnen den Endkampf, Christiane Lanzke schied als Zehnte aus, während Ingrid Engel Krämer als Vorkampfbeste und Angelika Hilbert als Fünfte weiterkamen. Im Finale siegte Ingrid Engel-Krämer und wiederholte ihren Olympiasieg von 1960, Angelika Hilbert fiel auf den achten Platz zurück.
1968 traten bei den Olympischen Spielen 1968 nur zwei deutsche Springerinnen vom Drei-Meter-Brett an, obwohl es keine gesamtdeutsche Mannschaft mehr gab und deshalb bis zu sechs Springerinnen möglich gewesen wären. Ingrid Gulbin, geb. Krämer, sprang für die Mannschaft der DDR und Angelika Hilbert für die bundesdeutsche Mannschaft. Ingrid Gulbin erreichte das Finale als Sechste und Hilbert gelang als Elftbester des Vorkampfs der Sprung in das Finale der besten zwölf Springerinnen. Im Endkampf verbesserte sich Gulbin auf den fünften Platz und Hilbert rückte auf den neunten Rang vor.
Die 1,57 Meter große Angelika Hilbert startete für den VfL Wolfsburg.